# ريجنالد ر. مايرز
ريجنالد ر. مايرز (بالإنجليزية: Reginald R. Myers) هو ضابط أمريكي، ولد في 26 نوفمبر 1919 في بويسي في الولايات المتحدة، وتوفي في 23 أكتوبر 2005.